# Réforme sociale ou Révolution ?
Réforme sociale ou Révolution ? est un essai de la militante marxiste révolutionnaire Rosa Luxemburg (1871-1919), paru sous la forme d’articles en 1898 et 1899, dans le Leipziger Volkszeitung, puis en livre en avril 1899. 

## Contenu
La brochure de Rosa Luxemburg constitue une réponse à la théorie réformiste d’Eduard Bernstein. Bernstein, se présentant comme l'héritier légitime de Friedrich Engels, affirme que le capitalisme a réussi à refréner ses crises cycliques qui l’affligeaient au XIXe siècle notamment à l'aide du crédit. Rosa Luxemburg cherche à réfuter cette thèse dans sa brochure en montrant que le crédit est seulement un moyen de différer ces crises de manière temporaire, ce n'est pour elle qu'une injection artificielle de monnaie dans le mécanisme de production. De plus, pour Bernstein, les organisations patronales sont une solution pour lutter contre l’anarchie générée par la concurrence entre capitalistes. Rosa Luxemburg estime quant à elle que les accords entre les patrons doivent obligatoirement se faire dans une branche d’industrie aux dépens de toutes les autres. Un capitalisme sans crise de production est impossible. C'est pourquoi Rosa Luxemburg souligne le nécessaire passage au socialisme, et pas une adaptation graduelle, comme le pense Bernstein. Elle montre que des réformes sociales progressives ne permettent pas d'aboutir au socialisme. D’après les thèses de Bernstein, il est possible de réduire graduellement les droits de propriété des capitalistes, dans le but de faire perdre la valeur de la propriété pour ensuite la supprimer. Mais la propriété est fortement défendue par l’État et la bourgeoisie. Pour Luxemburg, les réformes sociales tolérées par l’État bourgeois ont uniquement pour but d’acheter la paix sociale. Selon elle, la révolution socialiste reste inévitable. Mais cette lutte pour les réformes est un moyen d'apprendre à la classe ouvrière à prendre conscience de sa force.

## Réception de l'œuvre
L’essai représente le début d’une fracture dans l’histoire de la gauche. Réforme sociale ou révolution s’inscrit donc au cœur de la « grande querelle révisionniste » du mouvement socialiste, entre le courant révisionniste et le courant révolutionnaire. Rosa Luxemburg défend l’héritage d’un marxisme orthodoxe en affirmant que la révolution reste le moyen le plus efficace pour répondre aux besoins des travailleurs. Cette division s’illustre aussi sur la scène européenne : en 1899, lors du congrès de Hanovre, les thèses de Bernstein sont réfutées et qualifiées « d’hérétiques » par certains de ses adversaires. Un an plus tard, Karl Kautsky, dans son essai Le marxisme et son critique Bernstein assimile ses thèses à des « positions droitières et dangereuses ». Jean Jaurès déclare lors d’une conférence en 1900 : « je suis, dans l’ensemble, avec Kautsky ». L'idée révolutionnaire passe cependant peu à peu au second plan dans une Allemagne marquée par l’essor industriel depuis 1895. Des améliorations dans les conditions de travail sont obtenues comme les premières conventions collectives ou des augmentations de salaires, et le SPD devient le premier parti d’Allemagne aux élections de 1912. La fracture persiste cependant entre les révisionnistes et les révolutionnaires marxistes, prônant les idéaux initiaux du parti.